# Adam Render

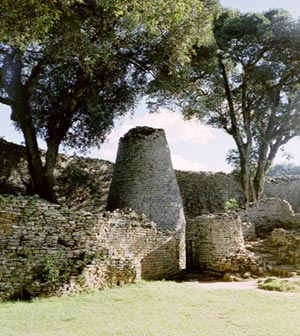
Groß-Simbabwe

Adam Stanley Render, auch Renders, (* 1822 im Deutschland; † 1881 am Limpopo, Südliches Afrika) war ein deutsch-amerikanischer Großwildjäger, Goldsucher und Händler im südlichen Afrika, der allgemein als der erste Europäer gilt, der die mittelalterliche Stadt Groß-Simbabwe erreichte, als er bei einer Jagd 1867 zufällig auf die Ruinen stieß. Anschließend führte er den Entdecker und Geographen Karl Mauch während der ersten archäologischen Expedition im Jahr 1871 zu der Stätte und entdeckte auch prähistorische Goldminen in der Region.

## Biographie
Renders wurde 1822 in Deutschland geboren und lebte von seiner frühen Kindheit bis etwa 1842 in den Vereinigten Staaten. Später wanderte er in die britische Kolonie Natal in Südafrika aus. Er schloss sich den burischen Voortrekkern an und kämpfte angeblich mit ihnen während des Großen Trecks gegen die Briten in der Schlacht von Boomplaats im Jahr 1848. Im selben Jahr soll sich Renders in Zoutpansberg im Nordosten von Transvaal niedergelassen haben. Er heiratete Elsje Magdalina Josina Pretorius, die Tochter von Andries Pretorius. Das Paar hatte vier Kinder. Den Lebensunterhalt der Familie bestritt Renders als Händler und Jäger auf beiden Seiten des Flusses Limpopo. Während einer seiner Großwildjagdreisen nördlich des Flusses im Jahr 1867 stieß er zufällig auf die Ruinen von Groß-Simbabwe, einer mittelalterlichen ummauerten Stadt, die seit Jahrhunderten verlassen war; der wissenschaftliche Konsens zeichnet ihn inzwischen als den ersten Europäer aus, der diesen Ort gesehen hat.
1868 verließ Renders seine Frau und ließ sich nördlich des Limpopo nieder. Er lebte für den Rest seines Lebens etwa 20 Kilometer südöstlich von Groß-Simbabwe mit der Tochter eines lokalen Häuptlings. Offenbar gab er sich kaum Mühe, anderen Europäern von seiner Entdeckung zu berichten. Bei weiteren Reisen durch die Region fand er eine Reihe alter Goldminen.
1871 beherbergte Renders den deutschen Entdecker und Geographen Karl Mauch, der von Groß-Simbabwe gehört hatte und mit der Hoffnung in die Gegend kam, hierzu die erste archäologische Studie durchzuführen. Mauch blieb neun Monate bei Renders und unternahm in dieser Zeit mehrere Studienreisen zu den Ruinen. Im Gegensatz zu Renders schickte Mauch ausführliche Beschreibungen der Stätte an die ausländische Presse und behauptete, sie sei eine Nachbildung von Salomons Tempel und er habe das in der Bibel beschriebene Land Ophir gefunden. Als erster Europäer, der über Groß-Simbabwe berichtete, erhielt Mauch die größte Anerkennung für seine Entdeckung, während Renders 1881 als Unbekannter durch einen vergifteten Pfeil starb.
Groß-Simbabwe ist seit 1988 als UNESCO-Welterbe ausgezeichnet.